# Off the Wall (album)
Pour les articles homonymes, voir Off the Wall.
Albums de Michael Jackson
Forever, Michael
(1975) Thriller
(1982)
Singles
1. Don't Stop 'Til You Get Enough
Sortie : 10 juillet 1979
2. Rock with You
Sortie : 3 novembre 1979
3. Off the Wall
Sortie : 2 février 1980
4. She's Out of My Life
Sortie : 19 avril 1980
5. Girlfriend (seulement au Royaume-Uni)
Sortie : 16 juillet 1980

Off the Wall est le cinquième album de Michael Jackson, paru le 10 août 1979. C'est le premier album du chanteur chez Epic Records. Sorti trois semaines avant le 21e anniversaire de Michael Jackson, Off the Wall marque sa première collaboration avec le producteur Quincy Jones. Les thèmes incluent notamment l'amour, la fête, l'évasion, la liberté ou encore la solitude. 
Après quatre albums solo chez Motown, Michael Jackson, toujours membre des Jacksons, entre en contact avec Quincy Jones après l'avoir connu lors du tournage de la comédie musicale The Wiz (1978). Quincy Jones dira plus tard au sujet du début de leur collaboration pour Off the Wall : « J'ai dit à Michael : "Ne t'inquiète pas, j'adore quand on me sous-estime : c'est là que je suis le meilleur". Et finalement cela s'est révélé être vrai ».
Off the Wall a été enregistré à Los Angeles, les premières sessions s'étant déroulées au studio 3 Cherokee le 4 décembre 1978, jusqu'au dernier jour de mixage, le 3 juin 1979 aux studios Westlake. L'enregistrement a eu lieu pendant les pauses du Destiny Tour des Jacksons. Il a ensuite été masterisé par Bernie Grundman le 17 juillet 1979, aux studios A&M recording, toujours à Los Angeles.
L'album mélange harmonieusement funk, disco, pop et soul, créant un album dévoilant l’étendue de la voix du chanteur. Quincy Jones décide de faire appel notamment à Rod Temperton, Paul McCartney ou encore Stevie Wonder, et choisit l'un des meilleurs bassistes au monde, Louis Johnson, du groupe funk The Brothers Johnson (qui est co-auteur de la chanson Get on the Floor).

## Contexte
Entre 1972 et 1975, Michael Jackson a publié un total de quatre albums solo avec Motown, Got to Be There, Ben, Music & Me et Forever, Michael, sortis dans le cadre de la franchise The Jackson 5. Les ventes du groupe ont commencé à baisser en 1973, et les membres se sont émus du refus catégorique de Motown de leur permettre d'avoir le contrôle créatif de leurs disques. En conséquence, le groupe (sans Jermaine Jackson) quitte la maison de disques de Détroit en 1975. Les Jackson 5 signent un nouveau contrat avec CBS Records dès juin de la même année, rejoignant pour la première fois Philadelphia International Records. À la suite d'une procédure judiciaire, le groupe est rebaptisé The Jacksons. Après ce changement de nom, le groupe, qui accueille Randy Jackson, continue les tournées et sort trois albums studio entre 1976 et 1978, The Jacksons, Goin' Places et Destiny. Durant cette période, Michael Jackson est non seulement le chanteur principal, mais il devient aussi auteur-compositeur, écrivant ou coécrivant plusieurs titres — par exemple Shake Your Body (Down to the Ground) et Blame It on the Boogie (1978) — pour le groupe dont les ventes repartent à la hausse.
En 1978, Michael Jackson a joué le rôle de « Scarecrow » (L'Épouvantail) dans la comédie musicale The Wiz. Les partitions ont été arrangées par Quincy Jones qui a formé un partenariat avec le chanteur lors de la production du film en acceptant de produire son prochain album. En 1980, Michael Jackson a déclaré : « Mon temps à travailler sur The Wiz était ma plus grande expérience jusqu’à présent ... je n’oublierai jamais cela. »

## Production
Lorsque Michael Jackson a lancé le projet Off the Wall, il n'était pas sûr de ce qu'il voulait comme résultat final. Cependant, il ne voulait pas d'un autre album qui ressemblait à un précédent opus des Jacksons. Il disposait dorénavant d'une plus grande liberté de création, ce qui ne lui avait pas été permis sur les albums précédents avec ses frères ou en solo chez Motown. 
Le père de Michael, Joseph, a également approuvé ce projet d'album solo et lui a permis de l'enregistrer à condition qu'il ne gêne pas les affaires du groupe. Malgré le désir de ses frères de travailler avec lui, Jackson voulait réaliser cet album indépendamment de sa famille. Néanmoins, son frère Randy a tout de même contribué aux percussions dans Don't Stop 'Til You Get Enough.

## Réception

### Réception commerciale
L'album s'est vendu à plus de 20 millions d'exemplaires à travers le monde (dont 8 millions rien qu'aux États-Unis), ce qui en fait un des albums les plus vendus. En France, les ventes de l'album sont estimés à 500 000 exemplaires. En 2008, l'album a été introduit au Grammy Hall of Fame.

## Liste des titres
| No  | Titre                                        | Auteur                           | Durée |
| --- | -------------------------------------------- | -------------------------------- | ----- |
| 1.  | Don't Stop 'Til You Get Enough               | Michael Jackson                  | 6:05  |
| 2.  | Rock with You                                | Rod Temperton                    | 3:40  |
| 3.  | Working Day and Night                        | Michael Jackson                  | 5:14  |
| 4.  | Get on the Floor                             | Michael Jackson, Louis Johnson   | 4:39  |
| 5.  | Off the Wall                                 | Rod Temperton                    | 4:06  |
| 6.  | Girlfriend                                   | Paul McCartney                   | 3:05  |
| 7.  | She's Out of My Life                         | Tom Bahler                       | 3:38  |
| 8.  | I Can't Help It                              | Susaye Greene, Stevie Wonder     | 4:28  |
| 9.  | It's the Falling in Love (avec Patti Austin) | David Foster, Carole Bayer Sager | 3:48  |
| 10. | Burn This Disco Out                          | Rod Temperton                    | 3:38  |

| 11. | Quincy Jones Interview #1                                |  | 0:37 |
| 12. | Introduction to Don't Stop 'Til You Get Enough demo      |  | 0:13 |
| 13. | Don't Stop 'Til You Get Enough (Original demo from 1978) |  | 4:48 |
| 14. | Quincy Jones Interview #2                                |  | 0:30 |
| 15. | Introduction to Working Day and Night demo               |  | 0:10 |
| 16. | Working Day and Night (Original demo from 1978)          |  | 4:19 |
| 17. | Quincy Jones Interview #3                                |  | 0:48 |
| 18. | Rod Temperton Interview                                  |  | 4:57 |
| 19. | Quincy Jones Interview #4                                |  | 1:32 |

| 1. | Don't Stop 'Til You Get Enough (Official Upscaled Video) | Michael Jackson | 4:14 |
| 2. | Rock with You (Official Upscaled Video)                  | Rod Temperton   | 3:22 |
| 3. | She's Out of My Life (Official Upscaled Video)           | Tom Bahler      | 3:36 |

### Démos
- Parmi les titres non retenus figurent Sunset Driver[N 4], Startin' Somethin' [N 5] ou encore Goin' to Rio (coécrite par Michael Jackson et Carole Bayer Sager).
- Une démo de She's Out of My Life est disponible sur le second CD de l'album This Is It (2009).
- Un documentaire DVD sur la création d'Off the Wall intitulé Michael Jackson, naissance d'une légende, réalisé par Spike Lee, est inclus dans la réédition de 2016 de l'album.

## Personnel
- Michael Jackson – chants, chœurs, producteur
- Larry Carlton – guitare
- Marlo Henderson – guitare
- Phil Upchurch – guitare
- Melvin Ragin – guitare
- David Williams – guitare
- Louis Johnson – basse
- Bobby Watson – basse
- Michael Boddicker – claviers, synthétiseurs, programmation
- George Duke – claviers, synthétiseurs, programmation
- David Foster – claviers, synthétiseurs, programmation
- Greg Phillinganes – claviers, synthétiseurs, programmation
- Steve Porcaro – claviers, synthétiseurs, programmation
- Larry Williams – saxophone, flûte
- Kim Hutchcroft – saxophone, flûte, trompette, bugle
- Gary Grant – trompette, bugle
- Jerry Hey - trompette, bugle
- Bill Reichenbach – trombone
- William Reichenbach - trombone
- John Robinson – batterie
- Paulinho Da Costa - percussion

## Classements
| Pays             | Classement                       | #  | Référence |
| ---------------- | -------------------------------- | -- | --------- |
| États-Unis       | Billboard 200                    | 3  | [ 8 ]     |
| États-Unis       | Billboard Top R&B/Hip-Hop Albums | 1  | [ 8 ]     |
| Royaume-Uni      | UK Albums Chart                  | 3  | [ 9 ]     |
| Norvège          | VG-lista                         | 4  | [ 10 ]    |
| Suède            | Sverigetopplistan                | 26 | [ 11 ]    |
| Suisse           | Swiss Music Charts               | 27 | [ 12 ]    |
| Espagne          | PROMUSICAE                       | 11 | [ 13 ]    |
| Italie           | FIMI                             | 9  | [ 14 ]    |
| Mexique          | Regional Mexican Albums          | 49 | [ 15 ]    |
| Australie        | ARIA Charts                      | 17 | [ 16 ]    |
| Nouvelle-Zélande | Rianz                            | 2  | [ 17 ]    |

## Certifications
| Pays              | Certification | Unités    |
| ----------------- | ------------- | --------- |
| États-Unis (RIAA) | 9 × Platine   | 9 000 000 |
| France (SNEP)     | Platine       | 300 000   |

## Récompenses
Aux Grammy Awards 1980, l'album est candidat au deux titres :
- Meilleur enregistrement disco pour Don't Stop 'Til You Get Enough ;
- Meilleure performance vocale R&B pour Don't Stop 'Til You Get Enough (remporté).

La même année, Jackson remporta trois American Music Awards pour cet album : 
- Album soul/R&B favori ;
- Artiste masculin soul/R&B favori ;
- Single soul/R&B favori pour Don't Stop 'Til You Get Enough.

En 1981, il remporta à nouveau deux autres AMA : 
- Album soul/R&B favori ;
- Artiste masculin soul/R&B favori.

Quelque peu déçu par le nombre de récompenses reçues, Michael Jackson se fixa comme objectif d'en remporter davantage pour son prochain album.

## Divers
- Le 1er titre de l’album, et certainement le plus connu, Don't Stop 'Til You Get Enough, est en grande partie chanté en falsetto. Il commence par une introduction parlée.
- Le titre mid-tempo aux synthétiseurs funky, Rock with You, est resté quatre semaines no 1 au Billboard Hot 100.
- Premier album où Michael Jackson eut le contrôle créatif et artistique, Off the Wall a non seulement contribué à sa célébrité en tant qu'artiste solo, mais a aussi battu des records. Aux États-Unis, il a été le premier album pour un chanteur à obtenir quatre titres classés dans le Top 10 du Billboard Hot 100, record que Michael Jackson a ensuite lui-même battu avec Thriller (1982). A cette époque, il est devenu l'album le plus vendu par un Afro-américain.
- L'album sortit en 1995 sur K7 DAT en Angleterre à seulement 500 exemplaires.